# جنگ‌های صلیبی (فیلم)
جنگ‌های صلیبی (انگلیسی: The Crusades) فیلمی در ژانر درام به کارگردانی سیسیل بی. دومیل است که در سال ۱۹۳۵ منتشر شد.

## بازیگران
- لرتا یانگ
- هنری ویلکاکسن
- ایان کیت
- سی هاردینگ گوردون
- کاترین دومیل
- جوزف شیلدکات
- آلن هیل
- جورج باربیه
- ویلیام فارنوم
- هوبرت باسورث
- میشا آور
- ان شرایدن
- هارولد گودوین
- جان کارادین
- موریس بلک
- وینتر هال
- بلو واشینگتن